# Las Palmas, Chalchicomula de Sesma
Las Palmas är en ort i Mexiko.   Den ligger i kommunen Chalchicomula de Sesma och delstaten Puebla, i den sydöstra delen av landet, 180 km öster om huvudstaden Mexico City. Las Palmas ligger 2 433 meter över havet och antalet invånare är 650.
Terrängen runt Las Palmas är kuperad västerut, men österut är den platt. Terrängen runt Las Palmas sluttar söderut. Runt Las Palmas är det ganska tätbefolkat, med 155 invånare per kvadratkilometer. Närmaste större samhälle är Ciudad Serdán, 9,1 km nordost om Las Palmas. Omgivningarna runt Las Palmas är en mosaik av jordbruksmark och naturlig växtlighet.